# Imaginary Diseases
Imaginary Diseases è un album dal vivo del musicista Frank Zappa, pubblicato postumo nel gennaio 2006 (edizione limitata) e poi nuovamente nel gennaio 2007.

## Tracce
1. Oddients – 1:13
2. Rollo – 3:21
3. Been to Kansas City in A Minor – 10:15
4. Farther O'Blivion – 16:02
5. D.C. Boogie – 13:27
6. Imaginary Diseases – 9:45
7. Montreal – 9:11